# 西格弗里德·迈尔
西格弗里德·迈尔（德語：Siegfried Mair，1939年4月18日—1977年5月15日），意大利男子雪橇运动员。他曾代表意大利参加1964年、1968年和1972年冬季奥林匹克运动会雪橇比赛，其中1964年冬季奥运会获得一枚铜牌。